# Balakundi, Siruguppa
Balakundi là một làng thuộc tehsil Siruguppa, huyện Bellary, bang Karnataka, Ấn Độ.